# Oskar Hergt
Oskar Gustav Rudolf Hergt (Naumburg, 22 ottobre 1869 – Gottinga, 9 maggio 1967) è stato un politico e avvocato tedesco, che ricoprì contemporaneamente l'incarico di Ministro della Giustizia e Vicecancelliere dal 28 gennaio 1927 al 12 giugno 1928.
Hergt frequentò il prestigioso Domgymnasium Naumburg prima di studiare legge a Würzburg, Monaco e Berlino. Lavorò come Gerichtsassessor in Sassonia, e anche come giudice a Liebenwerda. Dal 1904 al 1914 Hergt ricoprì vari incarichi di alto livello presso il Ministero delle finanze prussiano. Precedentemente membro del FKP, che fu sciolto dopo la prima guerra mondiale, Hergt fu un membro fondatore del partito monarchico di destra DNVP e il primo presidente dello stesso. Eletto per la prima volta al Reichstag nel 1920, fu visto come uno dei membri più moderati del partito, e il suo sostegno al Piano Dawes nel 1924 fu visto come un tradimento della linea del partito e portò alla sua sostituzione con il più rigido conservatore Kuno von Westarp. Come vicecancelliere, Hergt fu il più anziano politico del DNVP nel governo di coalizione di Wilhelm Marx, ma dopo aver perso le elezioni per la leadership del DNVP nell'ottobre 1928 contro Alfred Hugenberg, divenne un personaggio sempre più secondario nel radicalizzato DNVP. Dopo l'ascesa del Partito Nazista, Hergt si ritirò dalla politica.